# Liste der Nummer-eins-Hits in den britischen Charts (1998)
Dies ist eine Liste der Nummer-eins-Hits in den britischen Charts im Jahr 1998. Sie basiert auf den Official Singles Chart Top 100 und den Albums Chart Top 100, die vom Chart Information Network ermittelt werden. Es gab in diesem Jahr 32 Nummer-eins-Singles und 23 Nummer-eins-Alben.

## Singles
| ← 1997 ← | Liste der Nummer-eins-Hits in den britischen Charts | Liste der Nummer-eins-Hits in den britischen Charts | Liste der Nummer-eins-Hits in den britischen Charts | 1999 →                    |
| \| Zeitraum \| Wo. ges. \| Interpret \| Titel Autor(en) \| Zusätzliche Informationen \| \| (Zeitraum, Wochen auf Platz eins, Interpret, Titel, Autor[en], zusätzliche Informationen) \| \| \| \| \| \| ----------------------------------------------------------------------------------------- \| -------- \| -------------------------------------------------- \| ------------------------------------------------ \| ------------------------- \| \| 21. Dezember 1997 – 3. Januar 1998 2 Wochen \| 2 \| Spice Girls \| Too Much \| – \| \| 4. Januar 1998 – 10. Januar 1998 1 Woche (insgesamt 3) \| 3 \| Verschiedene Interpreten1 \| Perfect Day \| – \| \| 11. Januar 1998 – 17. Januar 1998 1 Woche \| 1 \| All Saints \| Never Ever \| – \| \| 18. Januar 1998 – 24. Januar 1998 1 Woche \| 1 \| Oasis \| All Around the World \| – \| \| 25. Januar 1998 – 31. Januar 1998 1 Woche \| 1 \| Usher \| You Make Me Wanna... \| – \| \| 1. Februar 1998 – 14. Februar 1998 2 Wochen \| 2 \| Aqua \| Doctor Jones \| – \| \| 15. Februar 1998 – 21. Februar 1998 1 Woche (insgesamt 2) \| 2 \| Céline Dion \| My Heart Will Go On \| – \| \| 22. Februar 1998 – 28. Februar 1998 1 Woche \| 1 \| Cornershop \| Brimful of Asha \| – \| \| 1. März 1998 – 7. März 1998 1 Woche \| 1 \| Madonna \| Frozen \| – \| \| 8. März 1998 – 14. März 1998 1 Woche (insgesamt 2) \| 2 \| Céline Dion \| My Heart Will Go On \| – \| \| 15. März 1998 – 25. April 1998 6 Wochen \| 6 \| Run-D.M.C. vs. Jason Nevins \| It’s Like That \| – \| \| 26. April 1998 – 2. Mai 1998 1 Woche \| 1 \| Boyzone \| All That I Need \| – \| \| 3. Mai 1998 – 9. Mai 1998 1 Woche (insgesamt 2) \| 2 \| All Saints \| Under the Bridge / Lady Marmalade \| – \| \| 10. Mai 1998 – 16. Mai 1998 1 Woche \| 1 \| Aqua \| Turn Back Time \| – \| \| 17. Mai 1998 – 23. Mai 1998 1 Woche (insgesamt 2) \| 2 \| All Saints \| Under the Bridge / Lady Marmalade \| – \| \| 24. Mai 1998 – 30. Mai 1998 1 Woche \| 1 \| The Tamperer feat. Maya \| Feel It \| – \| \| 31. Mai 1998 – 13. Juni 1998 2 Wochen \| 2 \| B*Witched \| C’est la vie \| – \| \| 14. Juni 1998 – 4. Juli 1998 3 Wochen \| 3 \| David Baddiel, Frank Skinner & the Lightning Seeds \| Three Lions \| – \| \| 5. Juli 1998 – 11. Juli 1998 1 Woche \| 1 \| Billie \| Because We Want To \| – \| \| 12. Juli 1998 – 18. Juli 1998 1 Woche \| 1 \| Another Level \| Freak Me \| – \| \| 19. Juli 1998 – 25. Juli 1998 1 Woche \| 1 \| Jamiroquai \| Deeper Underground \| – \| \| 26. Juli 1998 – 8. August 1998 2 Wochen \| 2 \| Spice Girls \| Viva Forever \| – \| \| 9. August 1998 – 29. August 1998 3 Wochen \| 3 \| Boyzone \| No Matter What \| – \| \| 30. August 1998 – 5. September 1998 1 Woche \| 1 \| Manic Street Preachers \| If You Tolerate This, Your Children Will Be Next \| – \| \| 6. September 1998 – 12. September 1998 1 Woche \| 1 \| All Saints \| Bootie Call \| – \| \| 13. September 1998 – 19. September 1998 1 Woche \| 1 \| Robbie Williams \| Millennium \| – \| \| 20. September 1998 – 26. September 1998 1 Woche \| 1 \| Mel B. feat. Missy Elliott \| I Want You Back \| – \| \| 27. September 1998 – 10. Oktober 1998 2 Wochen \| 2 \| B*Witched \| Rollercoaster \| – \| \| 11. Oktober 1998 – 17. Oktober 1998 1 Woche \| 1 \| Billie \| Girlfriend \| – \| \| 18. Oktober 1998 – 24. Oktober 1998 1 Woche \| 1 \| Spacedust \| Gym and Tonic \| – \| \| 25. Oktober 1998 – 12. Dezember 1998 7 Wochen \| 7 \| Cher \| Believe \| – \| \| 13. Dezember 1998 – 19. Dezember 1998 1 Woche \| 1 \| B*Witched \| To You I Belong \| – \| \| 20. Dezember 1998 – 26. Dezember 1998 1 Woche \| 1 \| Spice Girls \| Goodbye \| – \| \| 27. Dezember 1998 – 2. Januar 1999 1 Woche \| 1 \| Chef \| Chocolate Salty Balls (PS I Love You) \| – \| |                                                     |                                                     |                                                     |                           |
| ← 1997 |                                                     |                                                     |                                                     | → 1999 →                  |
| Zeitraum | Wo. ges.                                            | Interpret                                           | Titel Autor(en)                                     | Zusätzliche Informationen |
| (Zeitraum, Wochen auf Platz eins, Interpret, Titel, Autor[en], zusätzliche Informationen) |                                                     |                                                     |                                                     |                           |
| 21. Dezember 1997 – 3. Januar 1998 2 Wochen | 2                                                   | Spice Girls                                         | Too Much                                            | –                         |
| 4. Januar 1998 – 10. Januar 1998 1 Woche (insgesamt 3) | 3                                                   | Verschiedene Interpreten1                           | Perfect Day                                         | –                         |
| 11. Januar 1998 – 17. Januar 1998 1 Woche | 1                                                   | All Saints                                          | Never Ever                                          | –                         |
| 18. Januar 1998 – 24. Januar 1998 1 Woche | 1                                                   | Oasis                                               | All Around the World                                | –                         |
| 25. Januar 1998 – 31. Januar 1998 1 Woche | 1                                                   | Usher                                               | You Make Me Wanna...                                | –                         |
| 1. Februar 1998 – 14. Februar 1998 2 Wochen | 2                                                   | Aqua                                                | Doctor Jones                                        | –                         |
| 15. Februar 1998 – 21. Februar 1998 1 Woche (insgesamt 2) | 2                                                   | Céline Dion                                         | My Heart Will Go On                                 | –                         |
| 22. Februar 1998 – 28. Februar 1998 1 Woche | 1                                                   | Cornershop                                          | Brimful of Asha                                     | –                         |
| 1. März 1998 – 7. März 1998 1 Woche | 1                                                   | Madonna                                             | Frozen                                              | –                         |
| 8. März 1998 – 14. März 1998 1 Woche (insgesamt 2) | 2                                                   | Céline Dion                                         | My Heart Will Go On                                 | –                         |
| 15. März 1998 – 25. April 1998 6 Wochen | 6                                                   | Run-D.M.C. vs. Jason Nevins                         | It’s Like That                                      | –                         |
| 26. April 1998 – 2. Mai 1998 1 Woche | 1                                                   | Boyzone                                             | All That I Need                                     | –                         |
| 3. Mai 1998 – 9. Mai 1998 1 Woche (insgesamt 2) | 2                                                   | All Saints                                          | Under the Bridge / Lady Marmalade                   | –                         |
| 10. Mai 1998 – 16. Mai 1998 1 Woche | 1                                                   | Aqua                                                | Turn Back Time                                      | –                         |
| 17. Mai 1998 – 23. Mai 1998 1 Woche (insgesamt 2) | 2                                                   | All Saints                                          | Under the Bridge / Lady Marmalade                   | –                         |
| 24. Mai 1998 – 30. Mai 1998 1 Woche | 1                                                   | The Tamperer feat. Maya                             | Feel It                                             | –                         |
| 31. Mai 1998 – 13. Juni 1998 2 Wochen | 2                                                   | B*Witched                                           | C’est la vie                                        | –                         |
| 14. Juni 1998 – 4. Juli 1998 3 Wochen | 3                                                   | David Baddiel, Frank Skinner & the Lightning Seeds  | Three Lions                                         | –                         |
| 5. Juli 1998 – 11. Juli 1998 1 Woche | 1                                                   | Billie                                              | Because We Want To                                  | –                         |
| 12. Juli 1998 – 18. Juli 1998 1 Woche | 1                                                   | Another Level                                       | Freak Me                                            | –                         |
| 19. Juli 1998 – 25. Juli 1998 1 Woche | 1                                                   | Jamiroquai                                          | Deeper Underground                                  | –                         |
| 26. Juli 1998 – 8. August 1998 2 Wochen | 2                                                   | Spice Girls                                         | Viva Forever                                        | –                         |
| 9. August 1998 – 29. August 1998 3 Wochen | 3                                                   | Boyzone                                             | No Matter What                                      | –                         |
| 30. August 1998 – 5. September 1998 1 Woche | 1                                                   | Manic Street Preachers                              | If You Tolerate This, Your Children Will Be Next    | –                         |
| 6. September 1998 – 12. September 1998 1 Woche | 1                                                   | All Saints                                          | Bootie Call                                         | –                         |
| 13. September 1998 – 19. September 1998 1 Woche | 1                                                   | Robbie Williams                                     | Millennium                                          | –                         |
| 20. September 1998 – 26. September 1998 1 Woche | 1                                                   | Mel B. feat. Missy Elliott                          | I Want You Back                                     | –                         |
| 27. September 1998 – 10. Oktober 1998 2 Wochen | 2                                                   | B*Witched                                           | Rollercoaster                                       | –                         |
| 11. Oktober 1998 – 17. Oktober 1998 1 Woche | 1                                                   | Billie                                              | Girlfriend                                          | –                         |
| 18. Oktober 1998 – 24. Oktober 1998 1 Woche | 1                                                   | Spacedust                                           | Gym and Tonic                                       | –                         |
| 25. Oktober 1998 – 12. Dezember 1998 7 Wochen | 7                                                   | Cher                                                | Believe                                             | –                         |
| 13. Dezember 1998 – 19. Dezember 1998 1 Woche | 1                                                   | B*Witched                                           | To You I Belong                                     | –                         |
| 20. Dezember 1998 – 26. Dezember 1998 1 Woche | 1                                                   | Spice Girls                                         | Goodbye                                             | –                         |
| 27. Dezember 1998 – 2. Januar 1999 1 Woche | 1                                                   | Chef                                                | Chocolate Salty Balls (PS I Love You)               | –                         |

Fußnote
1 Interpreten: Lou Reed, Bono, Skye Edwards, David Bowie, Suzanne Vega, Elton John, Andrew Davis, Boyzone, Lesley Garrett, Burning Spear, Thomas Allen, Brodsky Quartet, Heather Small, Emmylou Harris, Tammy Wynette, Shane MacGowan, Sheona White, Dr. John, Robert Cray, Huey, Ian Broudie, Gabrielle, Evan Dando, Courtney Pine, BBC Symphony Orchestra, Brett Anderson, Visual Ministry Choir, Joan Armatrading, Laurie Anderson und Tom Jones

## Alben
| ← 1997 ← | Liste der Nummer-eins-Hits in den britischen Charts | Liste der Nummer-eins-Hits in den britischen Charts | Liste der Nummer-eins-Hits in den britischen Charts | 1999 →                    |
| \| Zeitraum \| Wo. ges. \| Interpret \| Titel \| Zusätzliche Informationen \| \| (Zeitraum, Wochen auf Platz eins, Interpret, Titel, zusätzliche Informationen) \| \| \| \| \| \| ------------------------------------------------------------------------------ \| -------- \| ---------------------- \| --------------------------------------------------- \| ------------------------- \| \| 28. Dezember 1997 – 7. Februar 1998 6 Wochen (insgesamt 12) \| 12 \| The Verve \| Urban Hymns \| – \| \| 8. Februar 1998 – 14. Februar 1998 1 Woche (insgesamt 3) \| 3 \| James Horner \| Titanic: Music from the Motion Picture (Soundtrack) \| – \| \| 15. Februar 1998 – 21. Februar 1998 1 Woche (insgesamt 12) \| 12 \| The Verve \| Urban Hymns \| – \| \| 22. Februar 1998 – 7. März 1998 2 Wochen (insgesamt 3) \| 3 \| James Horner \| Titanic: Music from the Motion Picture (Soundtrack) \| – \| \| 8. März 1998 – 21. März 1998 2 Wochen \| 2 \| Madonna \| Ray of Light \| – \| \| 22. März 1998 – 28. März 1998 1 Woche (insgesamt 5) \| 5 \| Céline Dion \| Let’s Talk About Love \| – \| \| 29. März 1998 – 4. April 1998 1 Woche \| 1 \| James \| The Best Of \| – \| \| 5. April 1998 – 11. April 1998 1 Woche \| 1 \| Pulp \| This Is Hardcore \| – \| \| 12. April 1998 – 25. April 1998 2 Wochen \| 2 \| Robbie Williams \| Life Thru a Lens \| – \| \| 26. April 1998 – 9. Mai 1998 2 Wochen \| 2 \| Massive Attack \| Mezzanine \| – \| \| 10. Mai 1998 – 16. Mai 1998 1 Woche \| 1 \| Catatonia \| International Velvet \| – \| \| 17. Mai 1998 – 23. Mai 1998 1 Woche \| 1 \| Garbage \| Version 2.0 \| – \| \| 24. Mai 1998 – 30. Mai 1998 1 Woche (insgesamt 2) \| 2 \| Simply Red \| Blue \| – \| \| 31. Mai 1998 – 6. Juni 1998 1 Woche (insgesamt 3) \| 3 \| Boyzone \| Where We Belong \| – \| \| 7. Juni 1998 – 13. Juni 1998 1 Woche (insgesamt 2) \| 2 \| Simply Red \| Blue \| – \| \| 14. Juni 1998 – 20. Juni 1998 1 Woche \| 1 \| Embrace \| The Good Will Out \| – \| \| 21. Juni 1998 – 27. Juni 1998 1 Woche (insgesamt 10) \| 10 \| The Corrs \| Talk on Corners \| – \| \| 28. Juni 1998 – 4. Juli 1998 1 Woche \| 1 \| 5ive \| 5ive \| – \| \| 5. Juli 1998 – 11. Juli 1998 1 Woche (insgesamt 10) \| 10 \| The Corrs \| Talk on Corners \| – \| \| 12. Juli 1998 – 18. Juli 1998 1 Woche \| 1 \| Beastie Boys \| Hello Nasty \| – \| \| 19. Juli 1998 – 8. August 1998 3 Wochen \| 3 \| Jane McDonald \| Jane McDonald \| – \| \| 9. August 1998 – 29. August 1998 3 Wochen (insgesamt 10) \| 10 \| The Corrs \| Talk on Corners \| – \| \| 30. August 1998 – 12. September 1998 2 Wochen (insgesamt 3) \| 3 \| Boyzone \| Where We Belong \| – \| \| 13. September 1998 – 19. September 1998 1 Woche (insgesamt 10) \| 10 \| The Corrs \| Talk on Corners \| – \| \| 20. September 1998 – 10. Oktober 1998 3 Wochen \| 3 \| Manic Street Preachers \| This Is My Truth Tell Me Yours \| – \| \| 11. Oktober 1998 – 17. Oktober 1998 1 Woche \| 1 \| Phil Collins \| … Hits \| – \| \| 18. Oktober 1998 – 31. Oktober 1998 2 Wochen \| 2 \| The Beautiful South \| Quench \| – \| \| 1. November 1998 – 7. November 1998 1 Woche (insgesamt 3) \| 3 \| Robbie Williams \| I’ve Been Expecting You \| – \| \| 8. November 1998 – 14. November 1998 1 Woche \| 1 \| U2 \| The Best of 1980–1990 \| – \| \| 15. November 1998 – 9. Januar 1999 8 Wochen \| 8 \| George Michael \| Ladies & Gentlemen – The Best Of \| – \| |                                                     |                                                     |                                                     |                           |
| ← 1997 |                                                     |                                                     |                                                     | → 1999 →                  |
| Zeitraum | Wo. ges.                                            | Interpret                                           | Titel                                               | Zusätzliche Informationen |
| (Zeitraum, Wochen auf Platz eins, Interpret, Titel, zusätzliche Informationen) |                                                     |                                                     |                                                     |                           |
| 28. Dezember 1997 – 7. Februar 1998 6 Wochen (insgesamt 12) | 12                                                  | The Verve                                           | Urban Hymns                                         | –                         |
| 8. Februar 1998 – 14. Februar 1998 1 Woche (insgesamt 3) | 3                                                   | James Horner                                        | Titanic: Music from the Motion Picture (Soundtrack) | –                         |
| 15. Februar 1998 – 21. Februar 1998 1 Woche (insgesamt 12) | 12                                                  | The Verve                                           | Urban Hymns                                         | –                         |
| 22. Februar 1998 – 7. März 1998 2 Wochen (insgesamt 3) | 3                                                   | James Horner                                        | Titanic: Music from the Motion Picture (Soundtrack) | –                         |
| 8. März 1998 – 21. März 1998 2 Wochen | 2                                                   | Madonna                                             | Ray of Light                                        | –                         |
| 22. März 1998 – 28. März 1998 1 Woche (insgesamt 5) | 5                                                   | Céline Dion                                         | Let’s Talk About Love                               | –                         |
| 29. März 1998 – 4. April 1998 1 Woche | 1                                                   | James                                               | The Best Of                                         | –                         |
| 5. April 1998 – 11. April 1998 1 Woche | 1                                                   | Pulp                                                | This Is Hardcore                                    | –                         |
| 12. April 1998 – 25. April 1998 2 Wochen | 2                                                   | Robbie Williams                                     | Life Thru a Lens                                    | –                         |
| 26. April 1998 – 9. Mai 1998 2 Wochen | 2                                                   | Massive Attack                                      | Mezzanine                                           | –                         |
| 10. Mai 1998 – 16. Mai 1998 1 Woche | 1                                                   | Catatonia                                           | International Velvet                                | –                         |
| 17. Mai 1998 – 23. Mai 1998 1 Woche | 1                                                   | Garbage                                             | Version 2.0                                         | –                         |
| 24. Mai 1998 – 30. Mai 1998 1 Woche (insgesamt 2) | 2                                                   | Simply Red                                          | Blue                                                | –                         |
| 31. Mai 1998 – 6. Juni 1998 1 Woche (insgesamt 3) | 3                                                   | Boyzone                                             | Where We Belong                                     | –                         |
| 7. Juni 1998 – 13. Juni 1998 1 Woche (insgesamt 2) | 2                                                   | Simply Red                                          | Blue                                                | –                         |
| 14. Juni 1998 – 20. Juni 1998 1 Woche | 1                                                   | Embrace                                             | The Good Will Out                                   | –                         |
| 21. Juni 1998 – 27. Juni 1998 1 Woche (insgesamt 10) | 10                                                  | The Corrs                                           | Talk on Corners                                     | –                         |
| 28. Juni 1998 – 4. Juli 1998 1 Woche | 1                                                   | 5ive                                                | 5ive                                                | –                         |
| 5. Juli 1998 – 11. Juli 1998 1 Woche (insgesamt 10) | 10                                                  | The Corrs                                           | Talk on Corners                                     | –                         |
| 12. Juli 1998 – 18. Juli 1998 1 Woche | 1                                                   | Beastie Boys                                        | Hello Nasty                                         | –                         |
| 19. Juli 1998 – 8. August 1998 3 Wochen | 3                                                   | Jane McDonald                                       | Jane McDonald                                       | –                         |
| 9. August 1998 – 29. August 1998 3 Wochen (insgesamt 10) | 10                                                  | The Corrs                                           | Talk on Corners                                     | –                         |
| 30. August 1998 – 12. September 1998 2 Wochen (insgesamt 3) | 3                                                   | Boyzone                                             | Where We Belong                                     | –                         |
| 13. September 1998 – 19. September 1998 1 Woche (insgesamt 10) | 10                                                  | The Corrs                                           | Talk on Corners                                     | –                         |
| 20. September 1998 – 10. Oktober 1998 3 Wochen | 3                                                   | Manic Street Preachers                              | This Is My Truth Tell Me Yours                      | –                         |
| 11. Oktober 1998 – 17. Oktober 1998 1 Woche | 1                                                   | Phil Collins                                        | … Hits                                              | –                         |
| 18. Oktober 1998 – 31. Oktober 1998 2 Wochen | 2                                                   | The Beautiful South                                 | Quench                                              | –                         |
| 1. November 1998 – 7. November 1998 1 Woche (insgesamt 3) | 3                                                   | Robbie Williams                                     | I’ve Been Expecting You                             | –                         |
| 8. November 1998 – 14. November 1998 1 Woche | 1                                                   | U2                                                  | The Best of 1980–1990                               | –                         |
| 15. November 1998 – 9. Januar 1999 8 Wochen | 8                                                   | George Michael                                      | Ladies & Gentlemen – The Best Of                    | –                         |

Die Angaben basieren auf den offiziellen Verkaufshitparaden des Chart Information Networks für das Vereinigte Königreich. Die Datumsangaben beziehen sich auf das Gültigkeitsdatum der Charts, also jeweils die auf die Verkaufswoche folgende Woche.

## Jahreshitparaden
| ← 1997 ← | Liste der Nummer-eins-Hits in den britischen Charts | Liste der Nummer-eins-Hits in den britischen Charts              | Liste der Nummer-eins-Hits in den britischen Charts | 1999 →   |
| \| Singles \| Position# \| Alben \| \| ------------------------------------------------------------------------------ \| --------- \| ---------------------------------------------------------------- \| \| Believe Cher \| 1 \| Talk on Corners The Corrs \| \| My Heart Will Go On Céline Dion \| 2 \| Ladies & Gentlemen – The Best Of George Michael \| \| It’s Like That Run-D.M.C. vs. Jason Nevins \| 3 \| Where We Belong Boyzone \| \| No Matter What Boyzone \| 4 \| Life Thru a Lens Robbie Williams \| \| C’est la vie B*Witched \| 5 \| I’ve Been Expecting You Robbie Williams \| \| How Do I Live LeAnn Rimes \| 6 \| Urban Hymns The Verve \| \| Goodbye Spice Girls \| 7 \| Ray of Light Madonna \| \| Ghetto Supastar (That Is What You Are) Pras Michel feat. ODB & introducing Mýa \| 8 \| Let’s Talk About Love Céline Dion \| \| Chocolate Salty Balls (PS I Love You) Chef \| 9 \| Titanic: Music from the Motion Picture (Soundtrack) James Horner \| \| Truly, Madly, Deeply Savage Garden \| 10 \| All Saints \| |                                                     |                                                                  |                                                     |          |
| ← 1997 |                                                     |                                                                  |                                                     | → 1999 → |
| Singles | Position#                                           | Alben                                                            |                                                     |          |
| Believe Cher | 1                                                   | Talk on Corners The Corrs                                        |                                                     |          |
| My Heart Will Go On Céline Dion | 2                                                   | Ladies & Gentlemen – The Best Of George Michael                  |                                                     |          |
| It’s Like That Run-D.M.C. vs. Jason Nevins | 3                                                   | Where We Belong Boyzone                                          |                                                     |          |
| No Matter What Boyzone | 4                                                   | Life Thru a Lens Robbie Williams                                 |                                                     |          |
| C’est la vie B*Witched | 5                                                   | I’ve Been Expecting You Robbie Williams                          |                                                     |          |
| How Do I Live LeAnn Rimes | 6                                                   | Urban Hymns The Verve                                            |                                                     |          |
| Goodbye Spice Girls | 7                                                   | Ray of Light Madonna                                             |                                                     |          |
| Ghetto Supastar (That Is What You Are) Pras Michel feat. ODB & introducing Mýa | 8                                                   | Let’s Talk About Love Céline Dion                                |                                                     |          |
| Chocolate Salty Balls (PS I Love You) Chef | 9                                                   | Titanic: Music from the Motion Picture (Soundtrack) James Horner |                                                     |          |
| Truly, Madly, Deeply Savage Garden | 10                                                  | All Saints                                                       |                                                     |          |